# Сан-Пьетро-аль-Танагро
Сан-Пьетро-аль-Танагро (итал. San Pietro al Tanagro) — коммуна в Италии, располагается в регионе Кампания, в провинции Салерно.
Население составляет 1640 человек, плотность населения составляет 109 чел./км². Занимает площадь 15 км². Почтовый индекс — 84030. Телефонный код — 0975.
Покровителем коммуны почитается святой апостол Пётр, празднование 29 июня.